# 野上中駅
野上中駅（のかみなかえき）は、かつて和歌山県海南市野上中にあった野上電気鉄道野上線の駅（廃駅）。
現在は海南市であるが、開業当時は那賀郡中野上村字野上中であった。駅名は町村制施行以前にこの地に存在した野上中村による。

## 歴史
- 1916年（大正5年）2月4日：野上軽便鉄道（のちに野上電気鉄道）開通と同時に開業。
- 1967年（昭和42年）3月：紀伊阪井駅・沖野々駅とともに請負制に変更。
- 1994年（平成6年）4月1日：野上電気鉄道廃業により廃止。

## 駅構造
片面ホーム1面1線を有する地上駅。木造駅舎を併設していたが、廃線時は無人駅であった。また、ホーム上には（別棟の）便所小屋があった。開業時は貨物側線、同貨物専用ホームをもち、構内に日本通運の事務所があった。なお、同事務所の基礎部は廃線時まで残っていた。

## 駅周辺
開業当時から駅前に牛市場があったが、1975年（昭和50年）頃から衰退し開催されなくなった。
当駅跡付近から登山口駅跡まで国道370号バイパスとして道路化され面影はない。現在はかつての便所小屋付近に海南市消防団野上中分団資材倉庫が建つ。

## 隣の駅
野上電気鉄道
野上線
沖野々駅 - 野上中駅 - 北山駅